# Gilbert Elliot-Murray-Kynynmound, 1. Earl of Minto

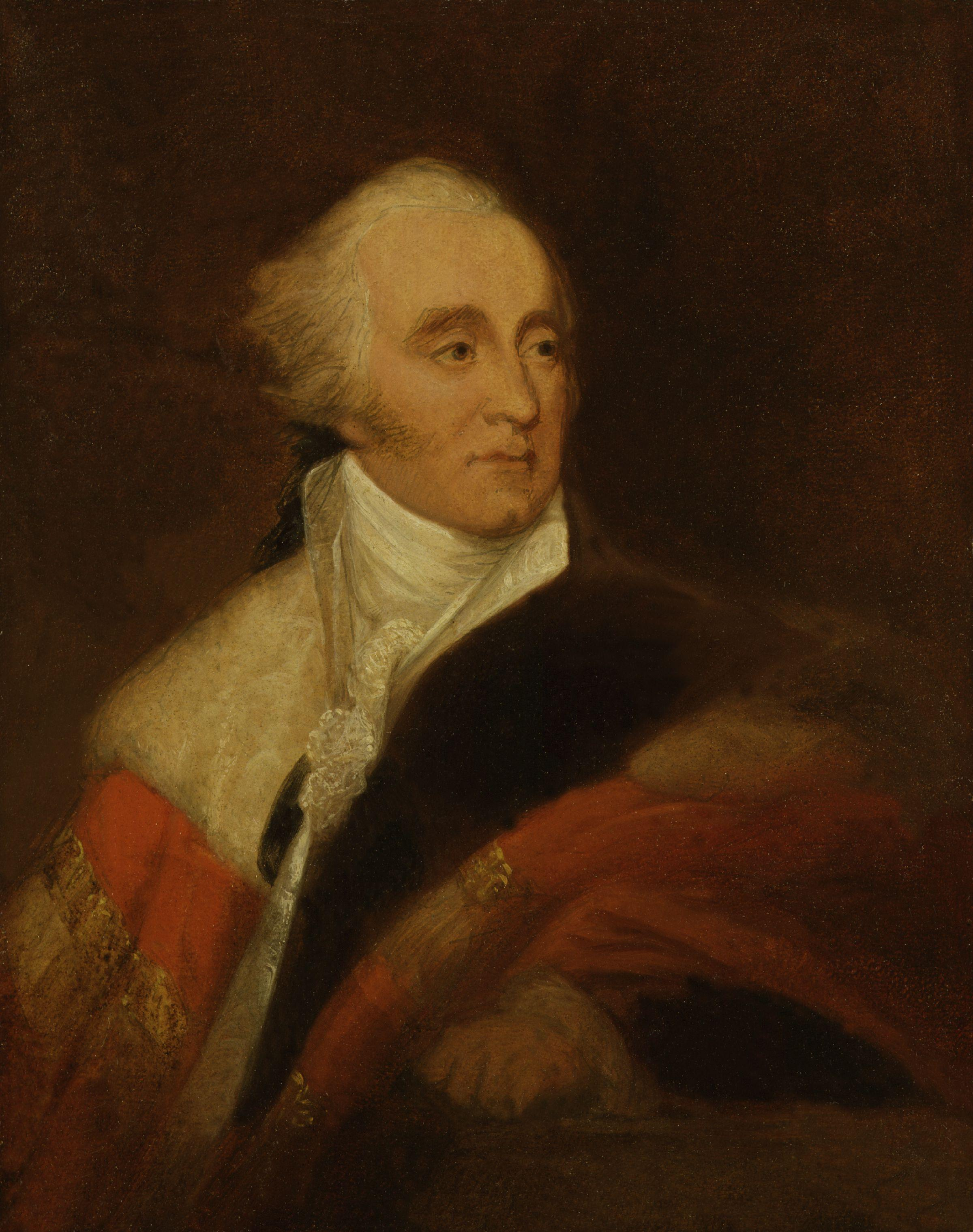
Gilbert Elliot-Murray-Kynynmound, 1. Earl of Minto

Gilbert Elliot-Murray-Kynynmound, 1. Earl of Minto (* 23. April 1751 in Edinburgh; † 21. Juni 1814 in Stevenage) war ein britischer Politiker und Diplomat.

## Leben
Elliot war der älteste Sohn des Dichters und Unterhausabgeordneten Sir Gilbert Elliot, 3. Baronet († 1777), dessen Adelstitel er bei dessen Tod erbte. Um 1763 wurde er gemeinsam mit seinem Bruder zum Zwecke der Ausbildung nach Paris gesandt. Ihre Studien dort wurden von dem schottischen Philosophen David Hume überwacht. Sie hatten dort engen Kontakt mit Mirabeau. Nachdem Elliot zunächst an der University of Edinburgh studiert hatte, wechselte er an das Christ Church College der Universität Oxford. Nach Abschluss seiner Ausbildung wurde Elliot 1774 als Barrister zugelassen.
1776 wurde Elliot erstmals ins britische Unterhaus gewählt. Er stand der Partei der Whig nahe und war von 1776 bis 1777 Abgeordneter für das Borough Morpeth, von 1777 bis 1784 für das County Roxburghshire, von 1786 bis 1790 für das Borough Berwick und schließlich von 1790 bis 1795 für das Borough Helston. Im Parlament verbündete er sich mit Edmund Burke und wurde 1793 Mitglied des Privy Councils.
1777 heiratete er Anna Maria Amyand, eine Tochter von Sir George Amyand, 1. Baronet, mit der er drei Töchter und drei Söhne hatte.
1794 wurde er nach Korsika gesandt, um diese Insel, die von den Briten besetzt war, zu regieren. Im Juni des Jahres wurde Elliot zum Vizekönig der Insel ernannt. Er musste sie aber bereits Ende 1796 nach der Landung einer französischen Armee wieder verlassen.
Er ging darauf als Gesandter nach Neapel und wurde am 20. Oktober 1797 als Baron Minto zum Peer erhoben und wurde dadurch auf Lebenszeit Mitglied des britischen Oberhauses. In dieser Zeit nahm er auch die zusätzlichen Nachnamen „Murray-Kynynmound“ an. Von 1799 bis zum Ende der Regierung Pitt im Jahre 1801 war er zunächst Botschafter in Wien und wurde 1806 zum Generalgouverneur von Britisch-Indien ernannt. Er besetzte dort im Einverständnis mit der portugiesischen Regierung Goa, dann Trankebar und die übrigen dänischen Besitzungen in Indien, eroberte 1809 die französischen Inseln Bourbon (Réunion) und Île de France (Mauritius), nahm 1810 die holländischen Besitzungen Amboina, Celebes und Ceylon, 1811 Java und 1812 die niederländischen Kolonien auf Sumatra und Borneo.
Seine zerrüttete Gesundheit zwang ihn, 1813 ins Vereinigte Königreich zurückzukehren, wo er aufgrund seiner Erfolge am 24. Februar 1813 zum Earl of Minto erhoben wurde und am 21. Juni 1814 starb. Sein ältester Sohn Gilbert, der bei seinem Tode seine Titel erbte, war ebenfalls Politiker. Sein zweitältester Sohn George (1784–1863) wurde Admiral der Royal Navy.
1803 wurde er als Fellow in die Royal Society of Edinburgh aufgenommen.